# Рошка (Душетський муніципалітет)
Рошка (груз. როშკა) — село в Грузії.
За даними перепису населення 2014 року в селі проживає 10 осіб.